# UNICESUSC
O Centro Universitário Cesusc - UNICESUSC, simplesmente UNICESUSC, é uma instituição particular de ensino superior brasileira situada em Florianópolis (Santa Catarina. Ele é mantido pela sociedade empresária Complexo de Ensino Superior de Santa Catarina LTDA (CESUSC).

## História
O UNICESUSC foi fundado em 2000 pelo Complexo de Ensino Superior de Santa Catarina LTDA com o nome de Faculdade de Ciências Sociais de Florianópolis (FCSF) por um grupo de professores universitários atuantes em Santa Catarina, a exemplo de Mario Müller de Oliveira, Susan Zilli, Prudente Mello, Alexandre Ramos e Edmundo Lima de Arruda Júnior, tendo sido credenciada no mesmo ano pelo Ministério da Educação (MEC), conforme a Portaria MEC nº 109/2000.
Ele foi recredenciado, pela primeira vez em 2013, segundo a Portaria MEC nº 736/2013, publicada no Diário Oficial da União (DOU) de 12/08/2013. Acabaria por ser recredenciado cinco anos depois, em 2018, de acordo com a Portaria MEC nº 1271/2018, publicada no DOU de 30/11/2018.
Com o tempo, a instituição passou a ser popularizada mais pela sigla do nome de seu órgão mantenedor ("CESUSC"), o que levou a uma substituição formal em 2015 para o nome de Faculdade CESUSC.
Em 2016, o curso de graduação em Direito do UNICESUSC recebeu o selo “OAB Recomenda” do Conselho Federal da Ordem dos Advogados do Brasil.
Em 2017, credenciou-se no MEC para oferecer cursos superiores sob a modalidade EAD, de acordo com a Portaria MEC nº 869/2017.
Em Junho de 2024, obteve o seu credenciamento, junto ao Ministério da Educação (MEC), na condição de Centro Universitário Cesusc - UNICESUSC. O processo teve início em novembro de 2021, contou com a visita de comissão avaliadora do MEC, realizada em outubro de 2022, recebendo o conceito máximo (5), seguida de parecer favorável do Conselho Nacional de Educação e aprovação final, com a publicação da Portaria no Diário Oficial da União.

## Campi

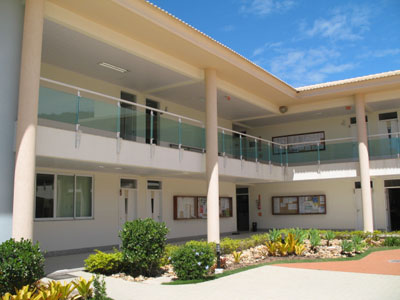
Fachada interna do Centro Universitário

O campus-sede do UNICESUSC se encontra localizado no norte da Ilha de Santa Catarina, precisamente na Rodovia José Carlos Daux (SC401), nº 9301 - Km 10 - Santo Antônio de Lisboa - Florianópolis/SC - CEP: 88.050-001.
Em 2018, havia a previsão de criação de uma unidade no centro de Florianópolis, na rua Cruz e Souza.

## Ensino

### Graduação
O UNICESUSC oferece Cursos de Graduação em Administração, Análise e Desenvolvimento de Sistemas, Arquitetura e Urbanismo, Direito, Gestão Comercial (EaD), Gestão de Recursos Humanos (EaD), Marketing, Produção Multimídia com ênfase em Design e Psicologia.

### Especialização
O UNICESUSC não possui nenhum programa de pós-graduação stricto sensu em atividade. Assim, a oferta de seus serviços educacionais se restringem a cursos de pós-graduação lato sensu, na modalidade de Especialização, que se encontra distribuída nas áreas de Arquitetura e Engenharia, Marketing e Comunicação Digital, Saúde, Psicologia e Direito.

## Extensão Universitária

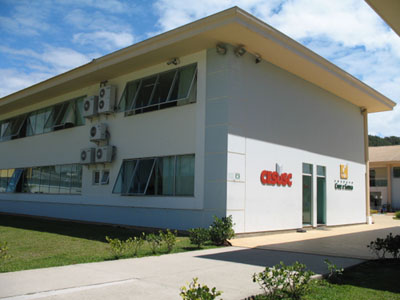
Fachada externa do Centro Universitário

Os Programas de Extensão, Pesquisa e de Responsabilidade Socioambiental oferecem atividades culturais e acadêmicas abertas à comunidade. O UNICESUSC ainda desenvolve importantes atividades assistenciais e de pesquisa, por meio dos Núcleos de Pesquisa, como o Núcleo de Assessoria Jurídica Popular (Najup), Núcleo de Assessoria Jurídica Emancipatória (Naje), Centro de Produção de Saberes e Práticas em Psicologia (Cepsi), Centro de Estudos em Direitos Humanos (CEDH), além do Posto de Atendimento e Conciliação (PAC) e do Escritório de Atendimento Jurídico (ESAJ).

### Serviços à Comunidade
O UNICESUSC estende seu trabalho à comunidade por meio de órgãos de pesquisa como o Núcleo de Assessoria Jurídica Popular (Najup), Núcleo de Assessoria Jurídica Emancipatória (Naje), Centro de Produção de Saberes e Práticas em Psicologia (Cepsi), Centro de Estudos em Direitos Humanos (CEDH) e também nos órgãos de atendimento gratuito à comunidade como o Escritório de Atendimento Jurídico (ESAJ), o Posto de Atendimento e Conciliação (PAC) e o Centro de Produção de Saberes e Práticas em Psicologia (CEPSI).